# Evektor SportStar
 (juin 2017).

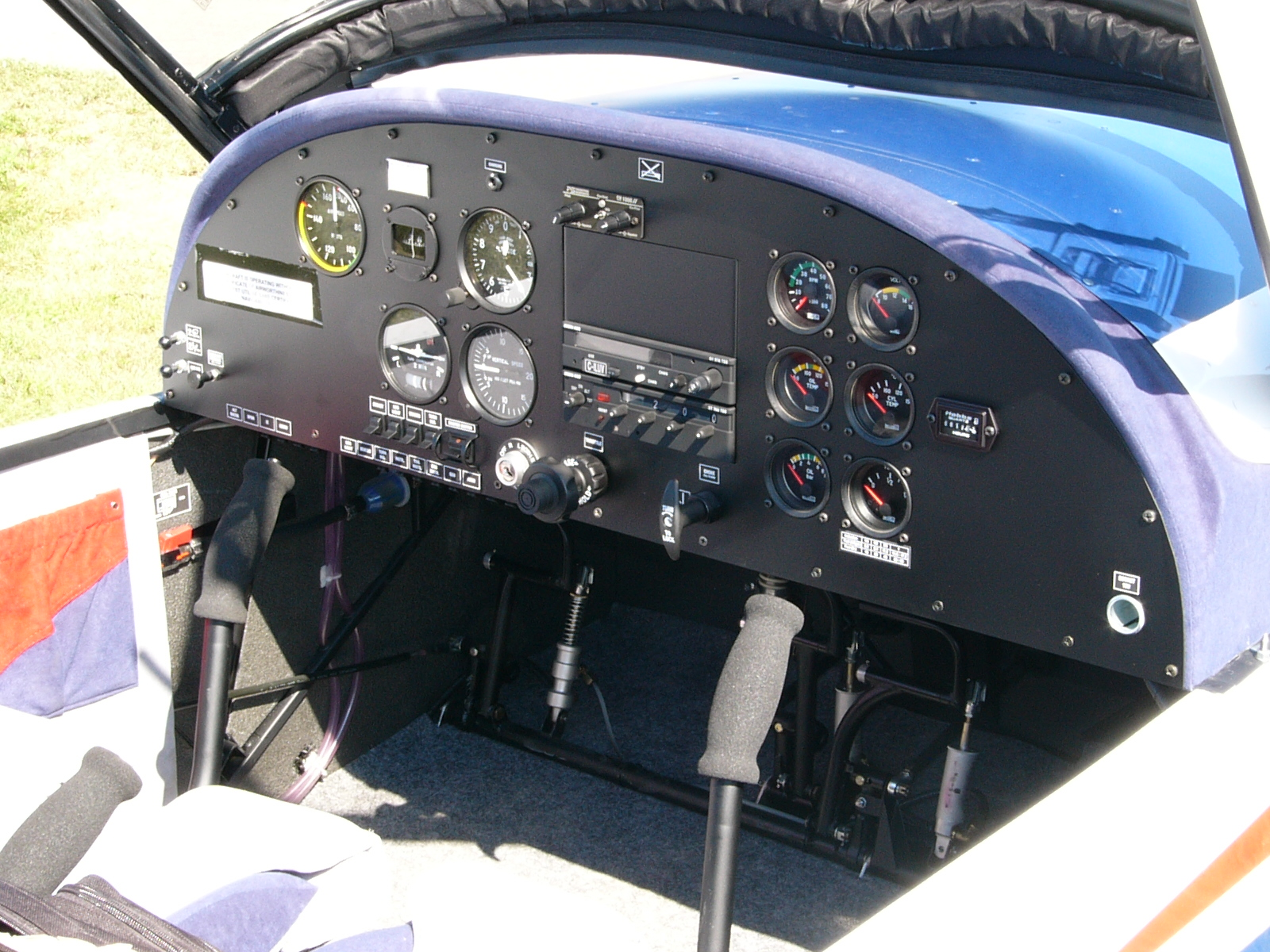
Tableau de bord d'un SportStar.

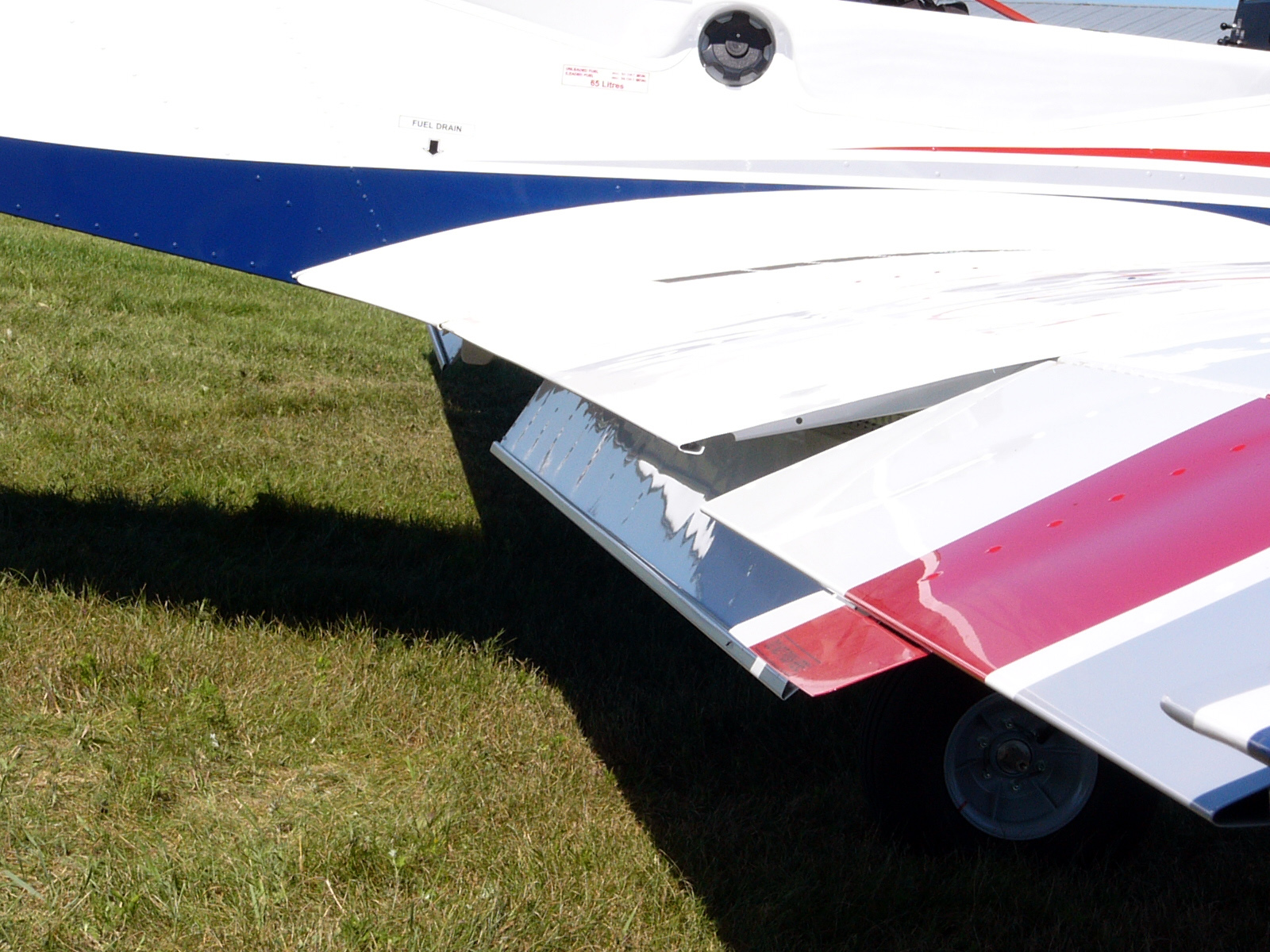
Evektor Sportstar volet hypersustentateur.

Le SportStar est un avion biplace fabriqué par Evektor-Aerotechnik en République tchèque.

## Conception et développement
Le SportStar a une conception entièrement métallique fabriquée à partir d'un aluminium anodisé anticorrosion. Le fuselage de l’appareil est doté de rivets fraisés, cette technique permet d'améliorer les performances en vol et se traduit par une durée de vie plus longue du fuselage. La société affirme également que cette technique de construction entraîne une meilleure résistance aux chocs, et un niveau de bruit plus silencieux en vol. Il est propulsé par un moteur Rotax 912ULS, 100 chevaux (75 kW),
Le SportStar peut assurer le remorquage des planeurs jusqu'à une masse maximale de 700 kg et pour les bannières de remorquage jusqu'à 140 m2.

## Variantes

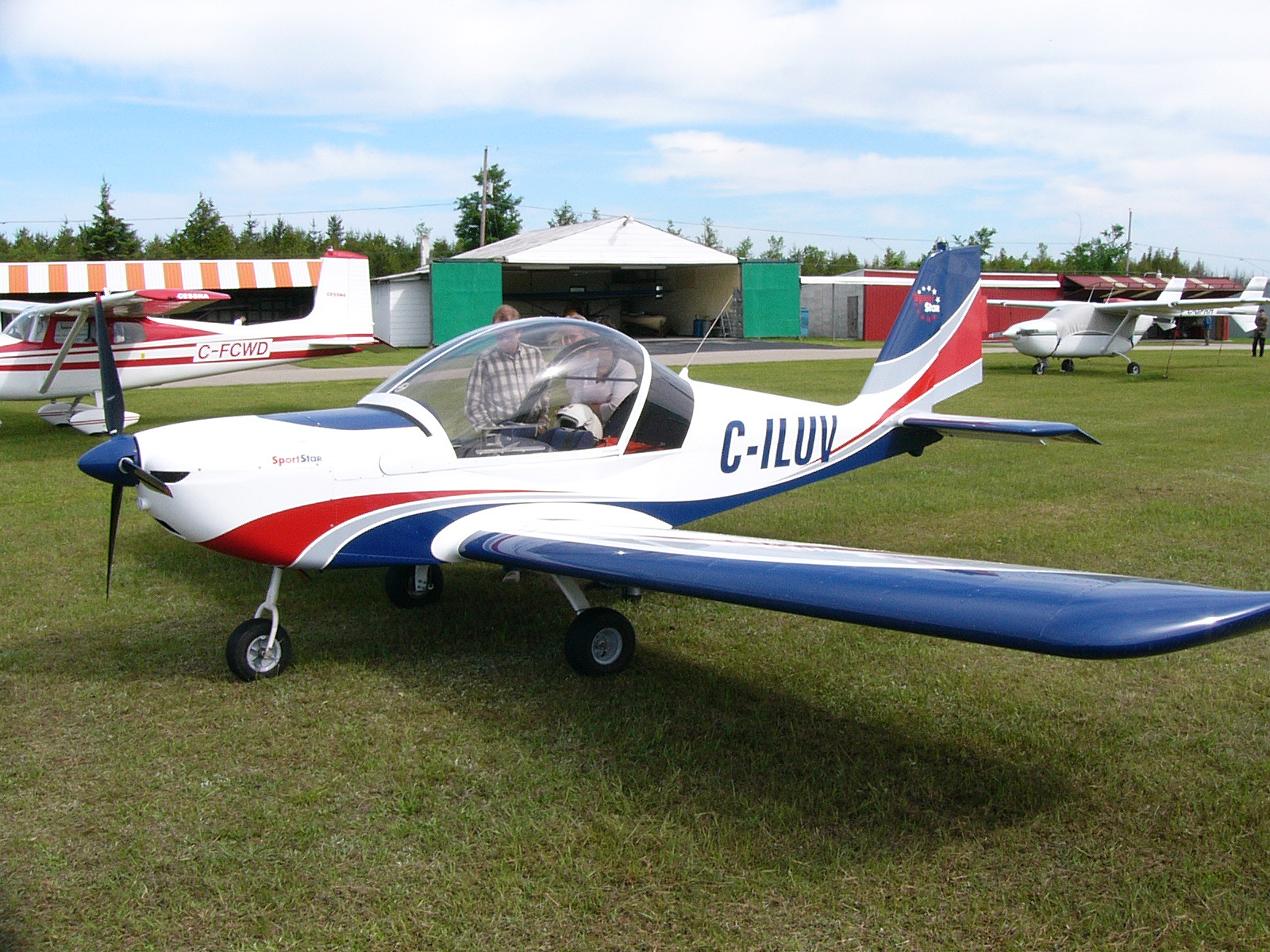
Evektor Sportstar

SportStar

Modèle initial.
SportStar SL

Modèle amélioré.
SportStar Max

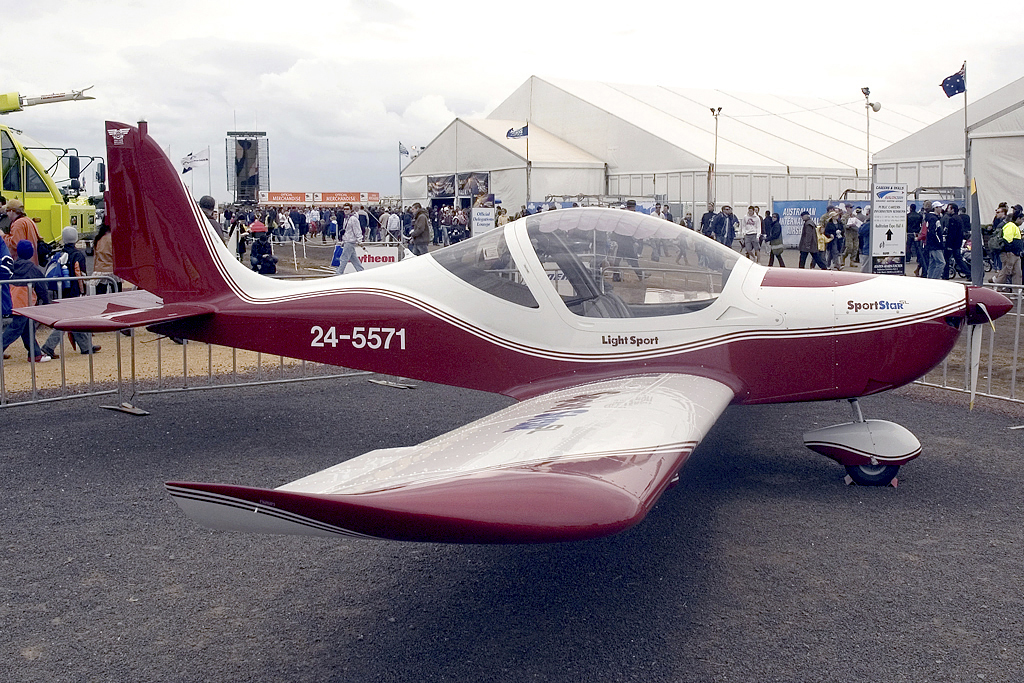
Evektor Sportstar SL

Modèle pour le marché américain LSA (Light sport aircraft) avec une masse maximale de 599 kg,, Evektor produit désormais une version spécifique pour le marché américain, l'Harmony.
SportStar RTC

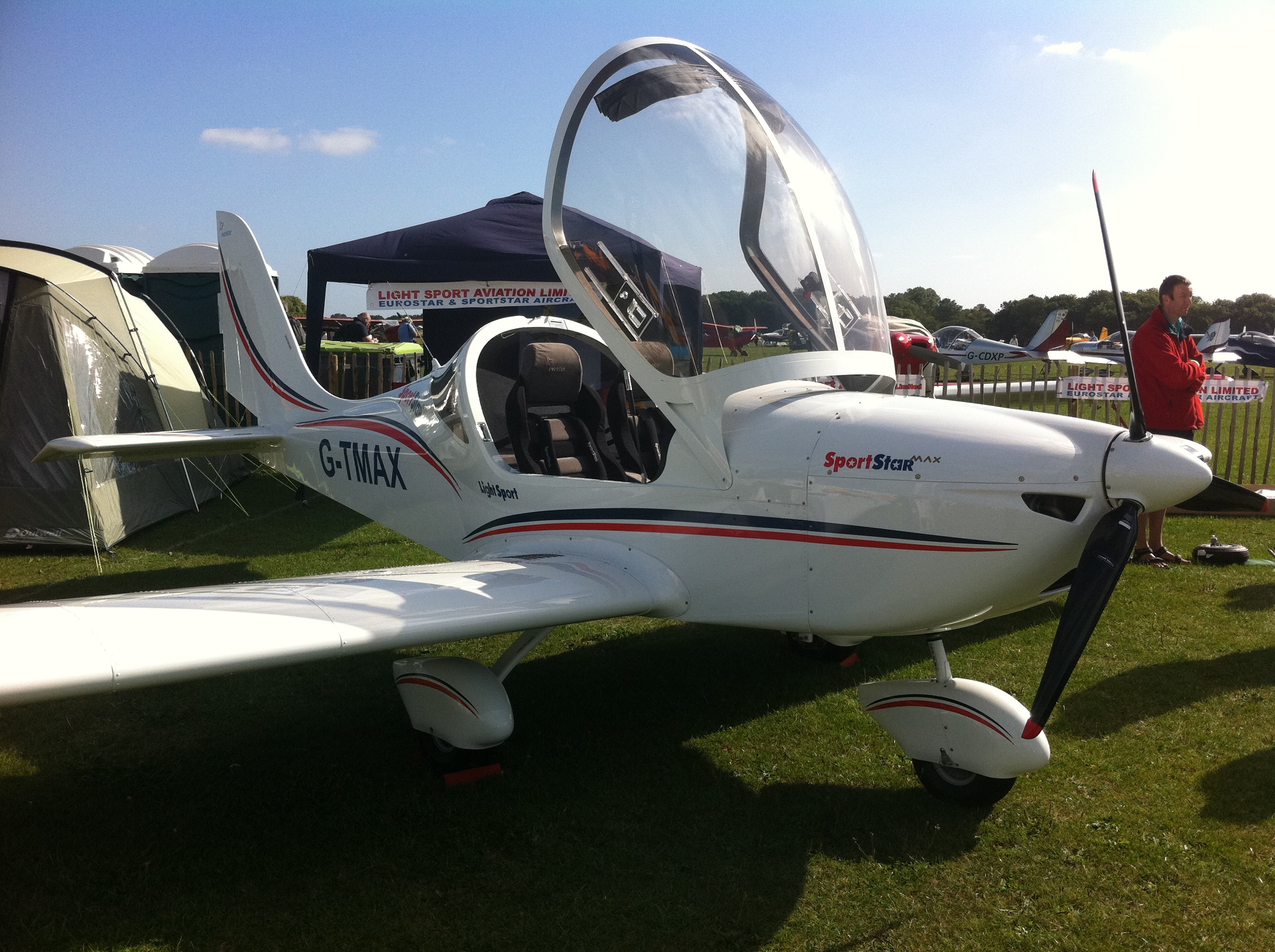
Evektor Sportstar Max

Modèle actuel, certifié EASA pour vol VFR de jour et de nuit

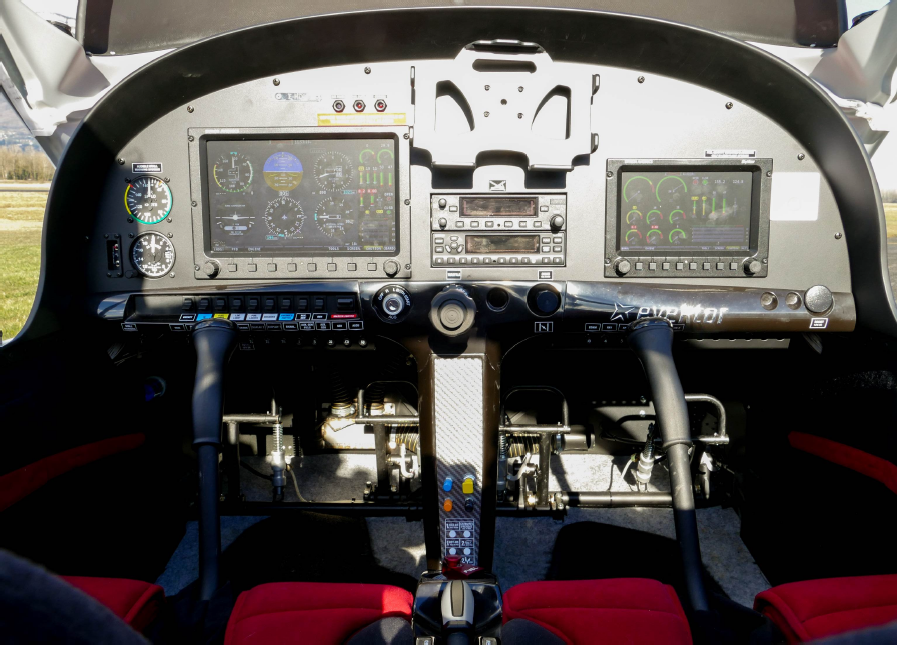
Tableau de bord d'un Sportstar RTC à l'Aérodrome de Grenoble-Le Versoud

## Histoire
Le SportStar est devenu le premier avion léger de sport (Light sport aircraft) accepté par la Federal Aviation Administration en 2004